# Jewel Taylor
Jewel Cianeh Howard Taylor (Lofa, 17 de enero de 1963) es una política liberiana, fue vicepresidente de Liberia de 2018 a 2024 y senadora principal del condado de Bong. Estaba casada con el presidente Charles Taylor (con quien se casó en 1997, pero luego se divorció en 2006) y fue la primera dama de Liberia durante su presidencia. En 2005, Jewel Taylor fue elegida para el Senado de Liberia en el condado de Bong como miembro del Partido Patriótico Nacional. Ella es la presidenta del Comité Senatorial de Salud y Bienestar Social sobre Género, Mujeres y Niños.
Mientras su esposo era presidente, Taylor ocupó varios cargos oficiales en el gobierno liberiano, incluido el vicegobernador del Banco Nacional de Liberia (precursor del actual Banco Central de Liberia), presidente de la Cooperativa Agrícola y el Banco de Desarrollo (ACDB) y Suscriptor de financiamiento hipotecario del First Union National Bank. Además, se enfocó en proyectos educativos, de salud y sociales.
Taylor tiene un posgrado en banca y dos licenciaturas en banca y economía. Actualmente está inscrita en el programa de MBA de la Universidad de Cuttington en Liberia. El 21 de diciembre de 2011, se graduó de la Facultad de Derecho Louise Arthur Grimes de la Universidad Estatal de Liberia. Dos días más adelante, una disputa pública se presentó en el condado de Bong con respecto a honores supuestamente dados; fue anunciada para ser la nueva titular del título "Madame Suakoko", un título honorario del condado de Bong que conmemora el nombre del distrito de Suakoko, pero los miembros del grupo que supuestamente le otorgaron el título pronto comenzaron a negar que el premio haya sido otorgado por su grupo, diciendo que la reunión en la que se le otorgó el título fue en realidad una reunión para ayudar a los residentes del condado a superar las diferencias políticas.
En febrero de 2012, Taylor intentó introducir legislación en el parlamento liberiano que habría convertido la actividad homosexual en un delito grave de primer grado con la pena de muerte como castigo máximo. La legislación no se aprobó después de que la presidenta Ellen Johnson Sirleaf dejara en claro que no firmaría ningún proyecto de ley.